# دست به یقه
دست به یقه (کره‌ای: 멱살 한번 잡힙시다) یک مجموعه تلویزیونی محصول کره جنوبی در سال ۲۰۲۴ به نویسندگی به سو یونگ، به کارگردانی لی هو و لی هیون کیونگ و با بازی کیم ها نول، یون وو جین و جانگ سونگ جو است. این مجموعه بر پایه وب‌ناول ناور وب‌تون با نام کره‌ای یکسان اثر نیو لاکی است. این مجموعه از ۱۸ مارس تا ۷ مه ۲۰۲۴، روزهای دوشنبه و سه‌شنبه ساعت ۲۲:۱۰ (کی‌اس‌تی) از کی‌بی‌اس۲ برای ۱۶ قسمت پخش شد. دست به یقه همچنین برای استریم در کوپانگ پلی و ویو در کره جنوبی قابل دسترسی است.